# Chordeilinae

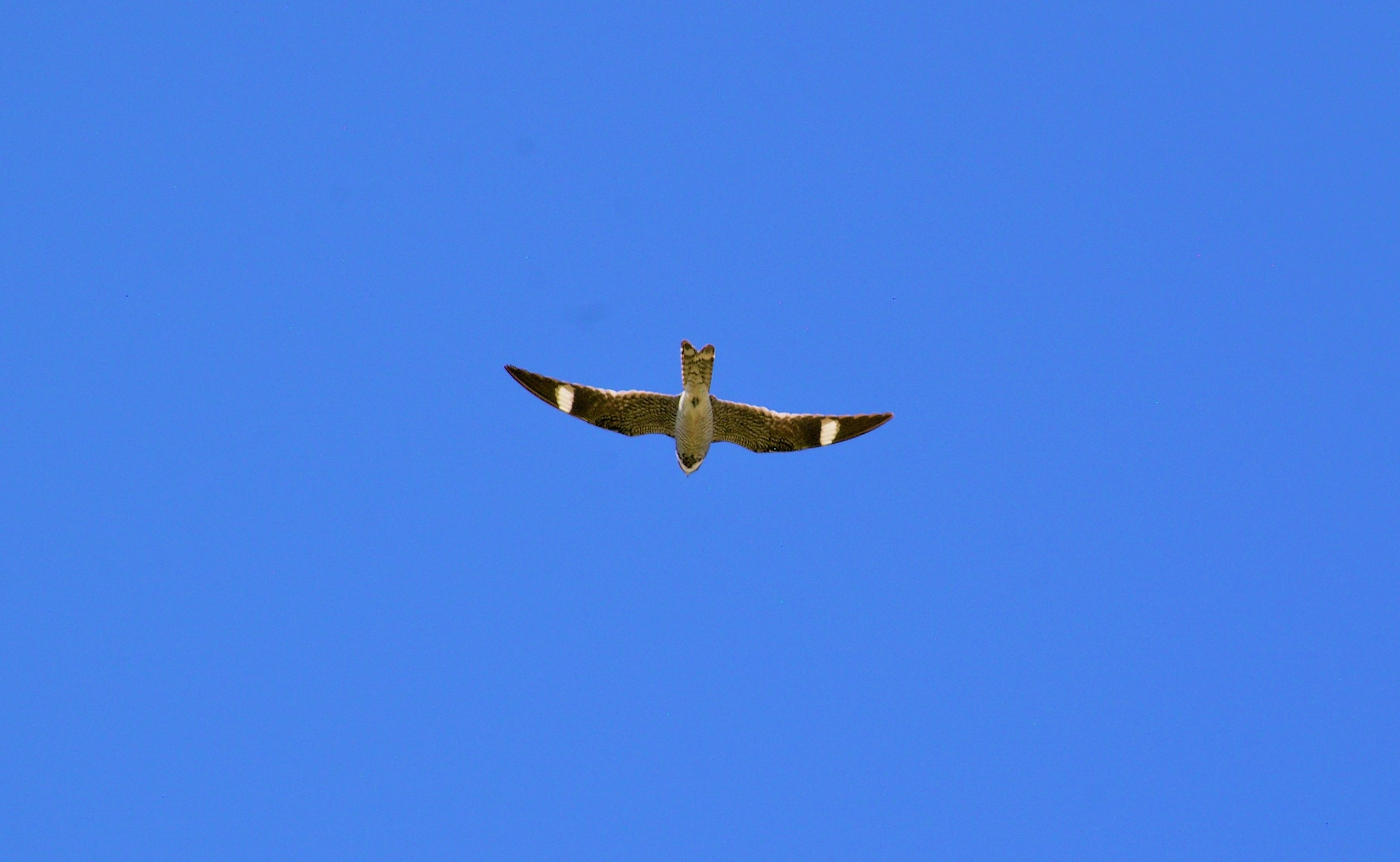
As asas marcadas por uma faixa branca são uma característica marcante entre os Chordeilinae.

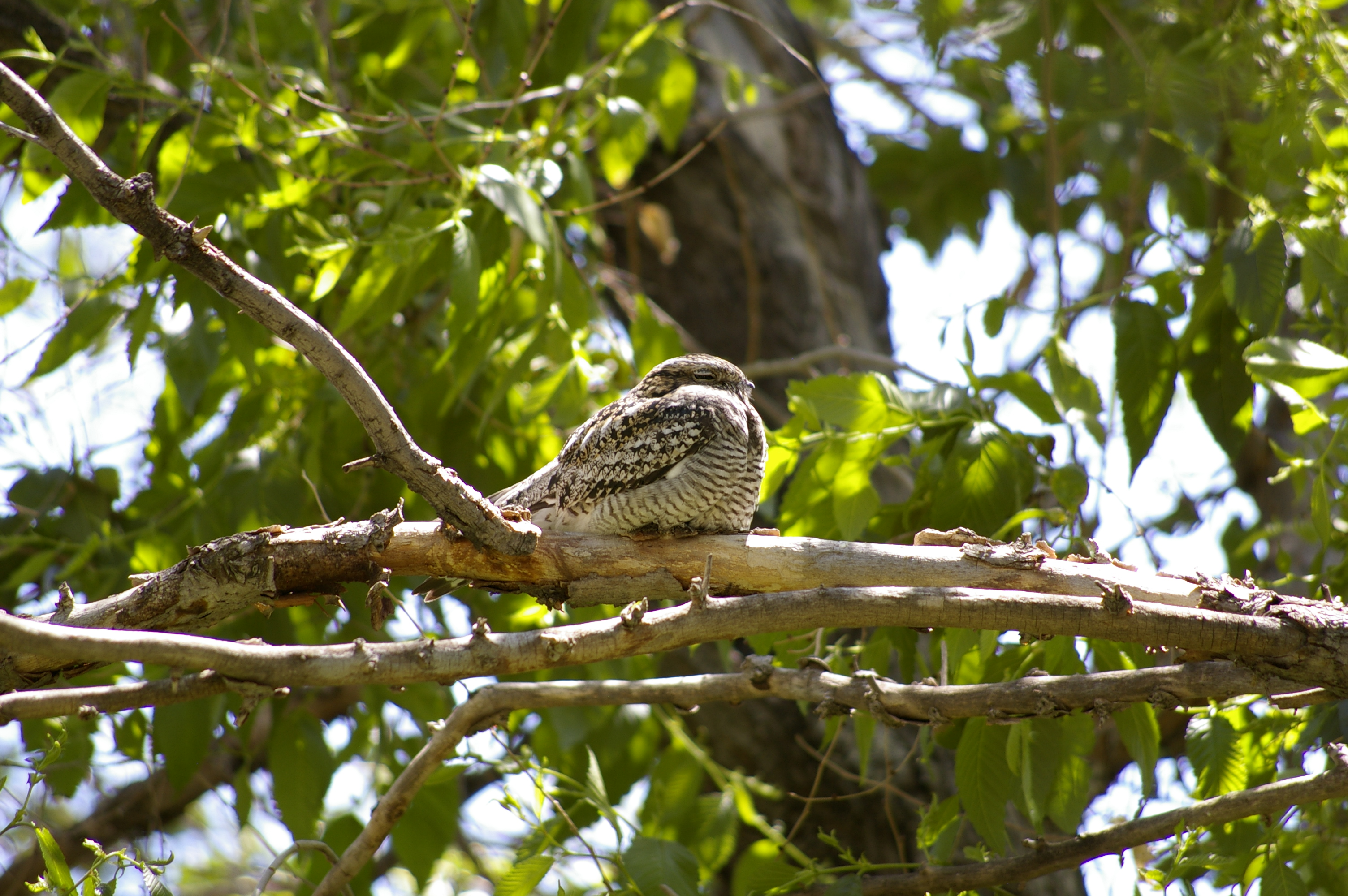
Um bacurau descansando horizontalmente em um galho durante o dia.

Chordeilinae é uma subfamília de ave noturnas da família dos caprimulgídeos, nativa do Novo Mundo com três gêneros reconhecidos. Em inglês é usado o termo "nighthawk" (tradução literal; falcão-noturno) para referir-se aos membros dessa subfamília, registrado pela primeira vez na Bíblia do Rei Jaime de 1611, era originalmente um nome local na Inglaterra para o noitibó-europeu (Caprimulgus europaeus). E passou à ser referente a membros do gênero Chordeiles pela primeira vez em 1778. Na língua portuguesa, não existe um termo equivalente para diferenciar as subfamílias Chordeilinae e Caprimulginae, apesar de todas os representantes serem conhecidos como bacuraus. 
São aves de médio porte com asas longas, pernas curtas e bicos muito curtos. Costumam nidificar no chão. Alimentam-se de insetos voadores. O bacurauzinho-preto (Chordeiles pusillus) mede aproximadamente 16 centímetros de comprimento e pesa 23 gramas, é o menor de todos os Caprimulgiformes. O corucão (Chordeiles nacunda) é considerado um dos maiores representantes da ordem, podendo pesar mais que o noitibó-orelhudo (Lyncornis macrotis).
Em outubro de 2018, a Universidade de Alberta publicou uma pesquisa sobre o bacurau-norte-americano (Chordeiles minor), descobrindo que essa espécie viaja cerca de 20.000 quilômetros todos os anos durante a migração entre o Brasil e os Estados Unidos.
Possuem tarsos pequenos, de pouca utilidade para andar, e asas longas e pontiagudas. Nidificam no chão, a fêmea põe dois ovos padronizados diretamente no solo, que fica coberto por arbustos. São principalmente ativos no final da noite e no início da manhã e se alimentam de mariposas e outros grandes insetos voadores. O largo bico abre-se para apanhar insetos durante o voo. 
Os membros dessa subfamília são semelhantes em muitos aspectos aos Caprimulginae, porém têm bicos mais curtos e plumagem mais rígida. Os Chordeilinae não são estritamente noturnos, diferentemente de outros noitibós e bacuraus, e podem ser vistos caçando quando ainda há luz no céu.

## Taxonomia
| Imagem | Gênero                      | Espécies |
| ------ | --------------------------- | --- |
|        | Nyctiprogne Bonaparte, 1857 | - Bacurau-de-cauda-barrada, Nyctiprogne leucopyga - Bacurau-do-são-francisco, Nyctiprogne vielliardi |
|        | Lurocalis Cassin, 1851      | - Bacurau-de-barriga-ruiva, Lurocalis rufiventris - Tuju, Lurocalis semitorquatus |
|        | Chordeiles Swainson, 1832   | - Corucão, Chordeiles nacunda - Bacurau-das-antilhas, Chordeiles gundlachii - Bacurau-de-asa-fina, Chordeiles acutipennis - Bacurau-norte-americano, Chordeiles minor - Bacurauzinho-preto, Chordeiles pusillus - Bacurau-da-praia, Chordeiles rupestris |